# Rollenkonflikt
Ein Rollenkonflikt ist eine besondere Form sozialer Konflikte. Er besteht, wenn sich für einen Träger einer sozialen Rolle, d. h. für ein sozial handelndes Subjekt, die Erwartungen seiner, in einer Situation relevanten, Bezugsgruppen widersprechen. Da die soziale Welt immer komplexer wird, kommt es auch häufiger zu Rollenkonflikten. Zu den wichtigsten Vertretern der Rollentheorie gehört Robert K. Merton. Er unterscheidet zwischen Intrarollenkonflikte und Interrollenkonflikten. Diese Unterscheidung trifft auch Ralf Dahrendorf, der im deutschsprachigen Raum zu den bekanntesten Vertretern zählt. Weiter kann es auch aufgrund von defizitärem Rollenwissen und Ressourcenmangel zu Konflikten kommen. Schließlich gibt es auch noch den Person-Rolle-Konflikt.

## Voraussetzungen für Rollenhandeln
Damit die verschiedenen Rollen, die jeder Mensch hat, reibungslos funktionieren und es zu keinen Komplikationen kommt, müssen einige Voraussetzungen erfüllt sein. Rollen hängen immer von den Erwartungen verschiedener Bezugsgruppen ab. Nehmen wir als Beispiel eine Frau in der Rolle als Mutter. So wäre die Bezugsgruppe ihre Kinder, die gewisse Erwartungen, wie ein tägliches Mittagessen, an sie haben. In ihrer beruflichen Rolle als Verkäuferin hat sie zwei Bezugsgruppen, nämlich einerseits ihre Vorgesetzte und andererseits ihre Kunden.
Diese Erwartungen müssen mit den verschiedenen Rollen einer Person und mit deren persönlichen Interessen und Bedürfnissen vereinbar sein. Die Erwartungen müssen auch eindeutig definiert sein und die Erfüllung der Erwartungen hängt wiederum davon ab, ob die Mittel für die Erfüllung gegeben sind. Wenn eine dieser Voraussetzungen nicht gegeben ist, kommt es zu Rollenkonflikten.

## Intrarollenkonflikt
Zu dieser Art des Rollenkonflikts kommt es, wenn sich die Erwartungen der verschiedenen Bezugsgruppen innerhalb einer Rolle nicht vereinbaren lassen. Der Rollenträger sollte also widersprüchliche Erwartungen erfüllen. Da eine Erfüllung aller Erwartungen unrealistisch ist, muss abgewogen werden, welche Erwartungen besser erfüllt werden sollten und welche nicht. Eine Nicht-Erfüllung kann natürlich auch negative Konsequenzen mit sich bringen und deshalb wird die Entscheidung in den meisten Fällen für die Erwartung mit den geringsten Folgen fallen. Es könnte aber auch die einflussreichste Bezugsgruppe gewinnen, obwohl dadurch höhere Kosten für den Rollenträger entstehen.
Beispiel: Kunden eines Modegeschäfts erwarten von der Verkäuferin eine ehrliche Beratung. Die Geschäftsleitung erwartet von der Verkäuferin jedoch, dass sie so viele Kleidungsstücke wie möglich verkauft.

## Interrollenkonflikt
Bei dieser Art des Konflikts geht es um widersprüchliche Erwartungen zwischen den verschiedenen Rollen einer Person. Dies wird besonders dann zu einem Problem, wenn zwei Rollen gleichzeitig eingenommen werden. Zur Lösung solcher Konflikte wägt der Rollenträger, ähnlich wie beim Intrarollenkonflikt, wieder zwischen den möglichen Konsequenzen ab.
Beispiel: Die Geschäftsleitung erwartet von der Verkäuferin einige Überstunden in der Woche. Die Kinder möchten, dass ihre Mutter mehr Zeit mit ihnen verbringt. (Zum Konflikt zwischen den Lebensbereichen Beruf und Familie siehe auch: Vereinbarkeit von Familie und Beruf#Untersuchungen von Wechselwirkungen zwischen Lebensbereichen.)

## Defizitäres Rollenwissen
Wenn die Rollenerwartungen der Bezugsgruppen nicht klar genug definiert sind, kann es aufgrund von defizitärem Rollenwissen zu Konflikten kommen. Der Rollenträger weiß also nicht genau, was eigentlich von ihm erwartet wird. Wenn er eine für ihn neue Rolle ausübt und eine dementsprechende Situation noch nicht gewohnt ist, kann es zu solchen Konflikten kommen. Er muss in solch einem Moment darauf vertrauen, dass die Bezugsgruppe ihm einen solchen „Anfängerfehler“ verzeiht.
Beispiel: Die Verkäuferin, die erst seit einer Woche in diesem Beruf arbeitet, gibt falsches Wechselgeld heraus. Sie hofft nun, dass ihr dieser Fehler aufgrund der für sie neuen und ungewohnten Situation verziehen wird.

## Ressourcenmangel
Rollenkonflikte können auch entstehen, wenn die Mittel, die benötigt werden um eine Rolle auszuführen, nicht vorhanden sind. Auch wenn der Rollenträger eine Rolle gern richtig ausführen möchte, doch die nötigen Ressourcen nicht zur Verfügung stehen, kann es also zu Konflikten kommen. Solche Situationen müssen oft durch Improvisation gelöst werden.
Beispiele: eine Verkäuferin, die im Jogginganzug zur Arbeit kommt, weil ihre Arbeitskleidung durch einen Rohrbruch in ihrer Wohnung durchnässt wurde; ein Universitätsprofessor, der im größten Hörsaal der Universität eine Vorlesung halten muss, wobei das Mikrofon defekt ist; ein Schüler, der wegen einer Prüfung pünktlich in die Schule kommen will, doch der Schulbus verspätet sich.

## Person-Rolle-Konflikt
Zu dieser Art von Konflikt kommt es, wenn sich Rollenerwartungen nicht mit den persönlichen Interessen und Bedürfnissen einer Person vereinbaren lassen. Der Rollenträger ist nicht fähig oder nicht willens, eine Rolle auszuführen. Überforderung ist ein Beispiel für einen Person-Rolle-Konflikt. Eine Lösung dafür wäre, dass sich die Person mit der Zeit der Rolle anpasst und in sie hineinwächst oder dass die Rolle sich an die Person anpasst, d. h., die Bezugsgruppen haben nur noch geringere Erwartungen an die Rolle und akzeptieren quasi, dass die Person mit der Rolle überfordert ist und sie nicht gut ausführt.
Beispiel: Die Verkäuferin muss nach dem plötzlichen Tod ihres Vorgesetzten die Filialleitung übernehmen. Da sie jedoch nicht über die nötige Führungskompetenz und über zu wenig Durchsetzungsvermögen verfügt, fühlt sie sich in dieser Rolle überfordert. Außerdem liegt es ihr eher, Anweisungen auszuführen, als sie zu erteilen. Es könnte nun sein, dass sie die Rolle dauerhaft schlecht ausführt und die Firma zu scheitern droht, oder aber sie stellt sich der Herausforderung und wächst in die Rolle als Vorgesetzte hinein.

## Umgang mit Rollenkonflikten
Diese Konflikte sind wie viele soziale Konflikte nicht zu „lösen“, sondern es kann ihnen lediglich durch unterschiedliche Strategien begegnet werden. Man kann sich bei Intrarollenkonflikten für einen Aspekt oder bei Interrollenkonflikten für eine Rolle entscheiden und sich in den vernachlässigten Aspekten bzw. Rollen negativen sozialen Sanktionen aussetzen, oder mit Einschränkungen alle Erwartungen teilweise zu erfüllen trachten. Hierbei sind viele soziale Strategien möglich, um nur ein Beispiel zu nennen, den Umfang der Erwartungen bei den Rollenpartnern ins Feld zu führen oder zu verbergen versuchen usw. Auch hier sind – teils andersartige – negative soziale Sanktionen unausweichlich. Außerdem kann – gemeinsam mit Gleichgesinnten – versucht werden, Rollenerwartungen derart zu modifizieren, dass weniger Rollenkonflikte auftreten. Hierbei ist Hinnahme der Unmöglichkeit einer absoluten Erfüllung der Rolle die Ambiguitätstoleranz.

## Belege
1. ↑  Uwe Schimank: Handeln und Strukturen. Einführung in die akteurtheoretische Soziologie. 3. Auflage. Juventa Verlag, Weinheim/München, 2007, S. 55–56.
2. ↑  Uwe Schimank: Handeln und Strukturen. Einführung in die akteurtheoretische Soziologie. 3. Auflage. Juventa Verlag, Weinheim/München, 2007, S. 55.
3. ↑  Uwe Schimank: Handeln und Strukturen. Einführung in die akteurtheoretische Soziologie. 3. Auflage. Juventa Verlag, Weinheim/München, 2007, S. 55.
4. ↑  Uwe Schimank: Handeln und Strukturen. Einführung in die akteurtheoretische Soziologie. 3. Auflage. Juventa Verlag, Weinheim/München, 2007, S. 56–58.
5. ↑  Uwe Schimank: Handeln und Strukturen. Einführung in die akteurtheoretische Soziologie. 3. Auflage. Juventa Verlag, Weinheim/München, 2007, S. 58–59.
6. ↑  Uwe Schimank: Handeln und Strukturen. Einführung in die akteurtheoretische Soziologie. 3. Auflage. Juventa Verlag, Weinheim/München, 2007, S. 59–61.
7. ↑  Uwe Schimank: Handeln und Strukturen. Einführung in die akteurtheoretische Soziologie. 3. Auflage. Juventa Verlag, Weinheim/München, 2007, S. 61–62.
8. ↑  Uwe Schimank: Handeln und Strukturen. Einführung in die akteurtheoretische Soziologie. 3. Auflage. Juventa Verlag, Weinheim/München, 2007, S. 62–63.